# Гандара
Гандара била је ведско краљевство и цивилизација на северу Пакистана. Основана још у праисторији (око 1200. п. н. е), временом је израсла у развијену урбану краљевину са престоницом у Таксили. И након што је изгубила своју државност, Гандара је наставила да буде важан урбани предео и упориште власти за стране господаре, као што су били Индо-грци, током којих је била међу највећим центрима индијске уметности. Једнако важна и успешна за време власти Маурја, Скита и Кушана, Гандара је пропала у 5. веку наше ере, када су њеним пределом загосподарили Бели Хуни.